# 聖十字山脈
50°53′N 20°55′E / 50.883°N 20.917°E

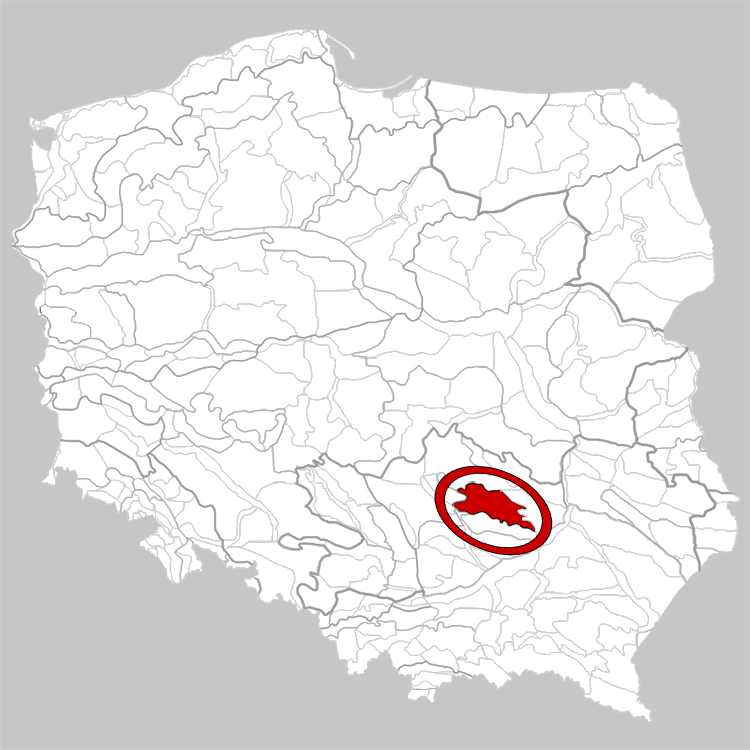

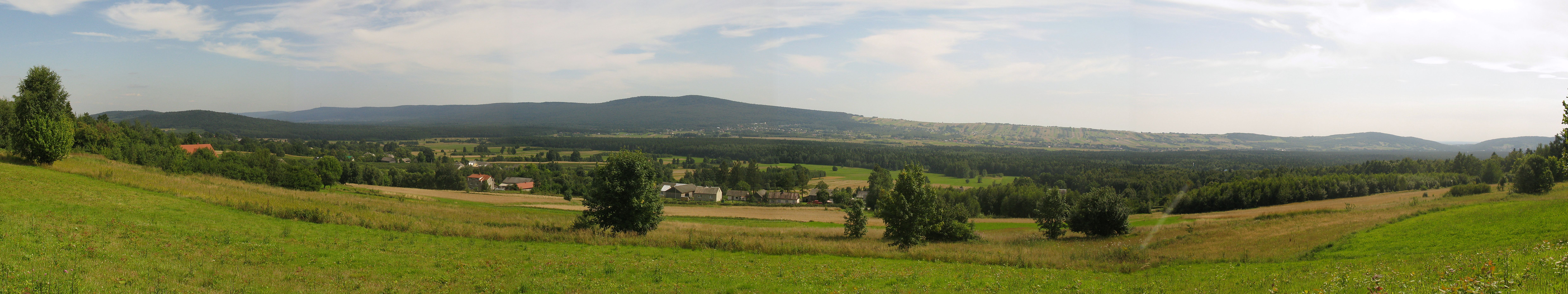

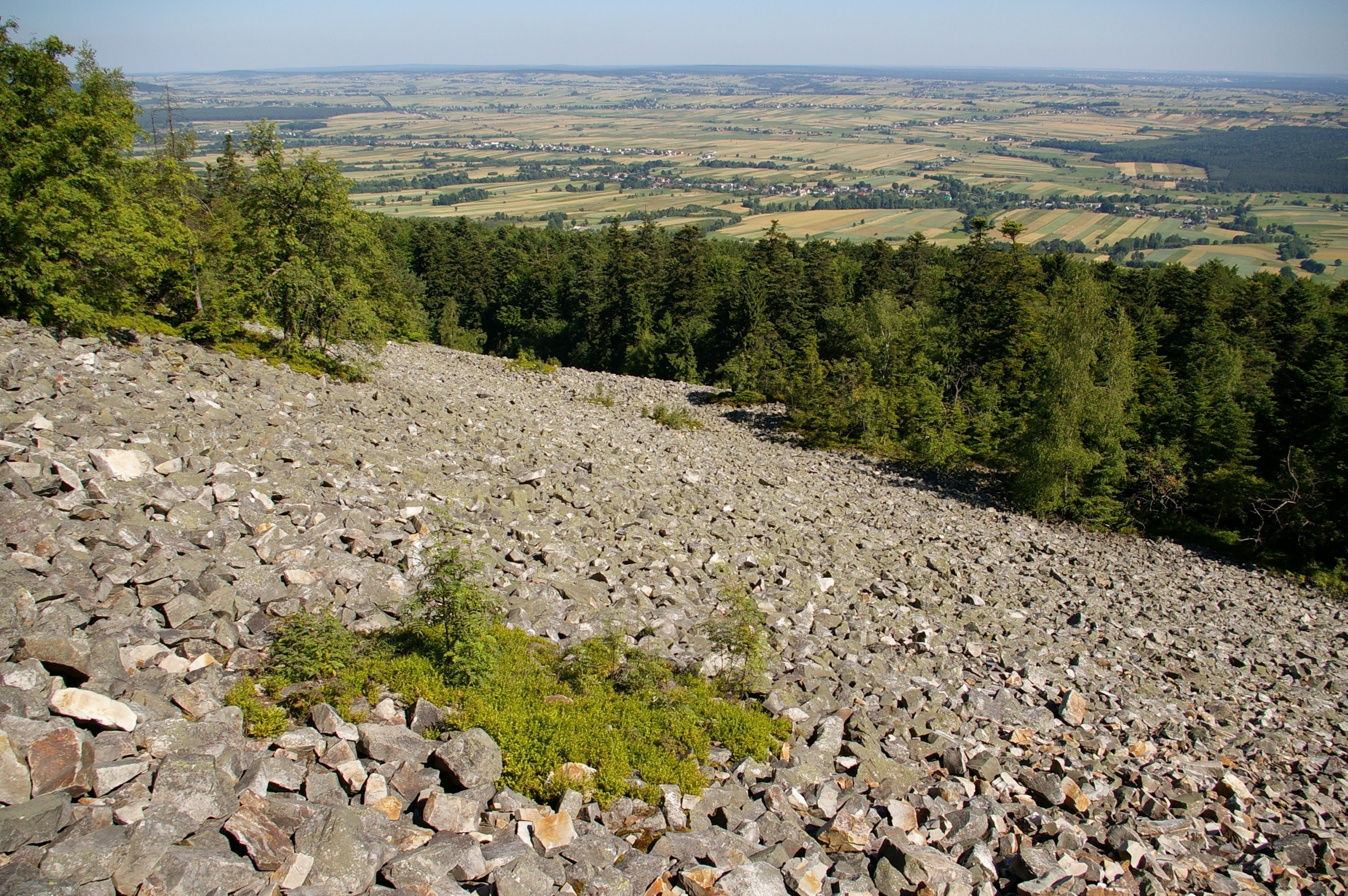

聖十字山脈是波蘭的山脈，位於該國東南部，毗鄰凱爾采，由聖十字省負責管轄，面積1,684平方公里，最高點海拔高度612米，山體在志留紀形成。